# Marktrock Leuven

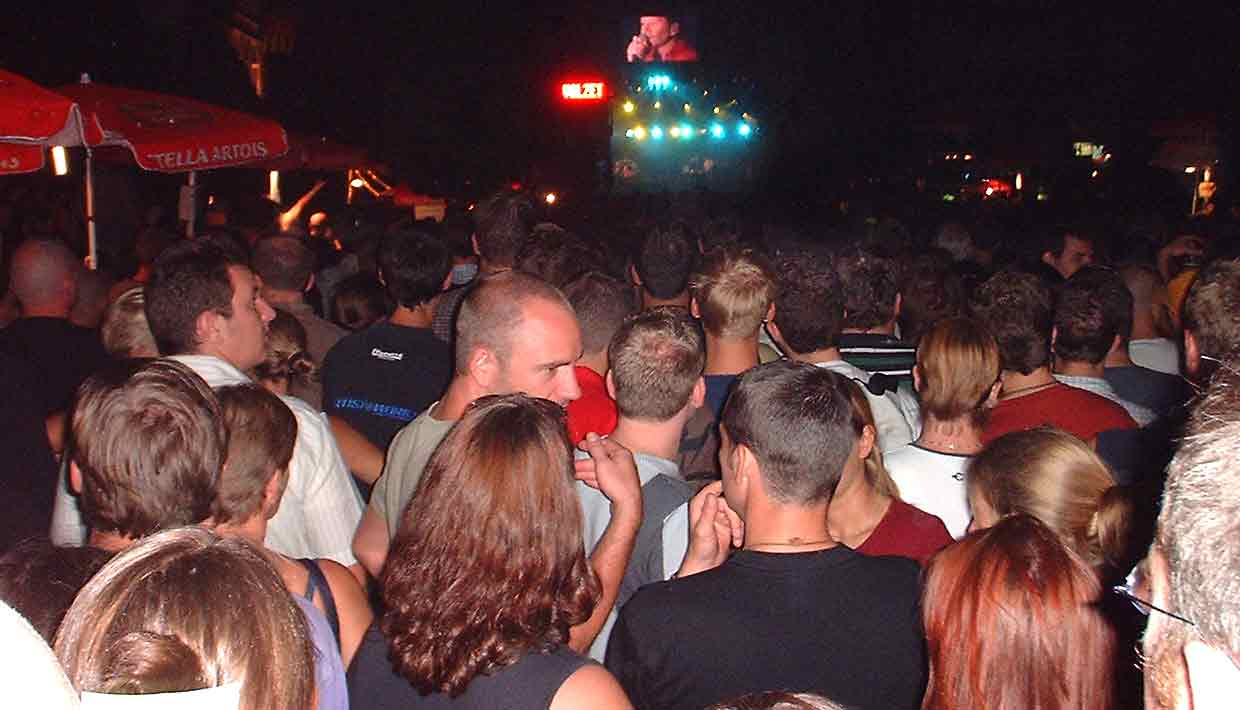
Marktrock 2000, Oude Markt, Simple Minds

Marktrock was een jaarlijks muziekfestival in het historische stadscentrum van de Vlaams-Brabantse stad Leuven. Na een hiaat van tien jaar gaat een eenmalige editie door op 23 augustus 2025.
Traditioneel vond dit stadsfestival plaats tijdens de drie dagen rond 15 augustus, de katholieke feestdag Maria-Tenhemelopneming. In 2007 en 2008, nadat het vorige festivalconcept niet langer haalbaar bleek, werd Marktrock georganiseerd tijdens het tweede weekeinde van augustus. In 2009 viel men terug op de oude data van 14 en 15 augustus.
Begonnen in 1982 als een bescheiden muziekevenement op de Oude Markt van Leuven, met vooral Belgische artiesten, groeide Marktrock in de loop der jaren uit tot een steeds groter en ambitieuzer stadsfestival, verspreid over meerdere podia op Leuvense stadspleinen: de Oude Markt (hoofdpodium), de Vismarkt, het M. De Layensplein en het Hogeschoolplein. In het verleden stonden er ook podia op de Grote Markt, het Vounckplein en in de Brusselsestraat.
Hoewel het oorspronkelijk bedoeld was als een volledig gratis festival, werd sinds 1990 een inkomprijs geheven om de hoofdacts op de Oude Markt te bezichtigen; de andere podia bleven echter gratis. Het ticketverkoopsysteem van de Oude Markt werd regelmatig bekritiseerd: men moest immers telkens opnieuw betalen om het plein te betreden als men het had verlaten. Deze regel werd in 2006 echter geschrapt.
Op zijn hoogtepunt programmeerde Marktrock meer dan 70 uiteenlopende (inter)nationale artiesten en ontving zo'n 350.000 bezoekers.

## Hernieuwd concept
Op 5 februari 2007 besliste de Raad van Bestuur van de vzw Marktrock over te gaan tot de vrijwillige ontbinding van de vereniging. In haar motivatie stelde de vzw "dat het doel van de vereniging zijnde 'De toeristische attractiviteit van de stad Leuven te verhogen' bereikt is". Een beslissing die redelijk wat commotie veroorzaakte in Leuven én in de rest van Vlaanderen.
Toch was deze mededeling niet helemaal onverwacht; Marktrock was in de loop der jaren uit zijn voegen gegroeid. Wat begon als een eendaags festivalletje op de Oude Markt was uitgegroeid tot een soort 'muzikale supermarkt'. Het oude concept was tè breed geworden en er was sinds enkele jaren in Vlaanderen een opbod aan zomerfestivals en -festivalletjes die de concurrentie aangingen met Marktrock zodat het festival niet langer echt uniek en speciaal genoeg was om financieel haalbaar te blijven.
Marktrock 2007 zou uiteindelijk toch doorgaan. Twee leden van de ontbonden vzw Marktrock, aangevuld met enkele vrijwillers, vormden De Vrienden van Marktrock of Het Beschermcomité en werkten na een uitgebreide evaluatie van de voorbije edities een nieuw concept uit voor een meer bescheiden festival dat op lange termijn de leefbaarheid van Marktrock kan veilig stellen en de continuïteit voor jaren moet garanderen.
Marktrock 2007 vond plaats op slechts twee podia: de Oude Markt en het Ladeuzeplein. Bovendien waren beide locaties enkel toegankelijk voor betalend publiek daar waar het oude concept voor Marktrock ook gratis locaties aanbood.  Muzikaal werd gekozen om terug te keren naar de roots van het festival en vooral lokale artiesten te programmeren.
Dit vernieuwde concept werd niet onverdeeld positief onthaald. Zo klaagden de bewoners van het Ladeuzeplein en het naastgelegen Hooverplein over de dagenlange overlast en werd het niet langer aanbieden van gratis (rand-)evenementen op de korrel genomen.

## Samenwerking met The Entertainment Group
Voor de editie 2008 werd een samenwerking aangegaan met The Entertainment Group, een professioneel boekingskantoor en promotor met een ruime ervaring op het vlak van (inter-)nationale evenementen. Zij gingen een engagement aan om gedurende minstens vijf jaar de organisatie van Marktrock op zich te nemen.  Aangezien deze samenwerking pas enkele maanden voor de editie 2008 tot stand kwam, was er tijdens dit eerste gezamenlijke georganiseerde festival nog niet veel kans om een totaal vernieuwd Marktrock aan te bieden, maar er werden toch al enkele wijzigingen doorgevoerd ten opzichte van de editie 2007: het Ladeuzeplein werd als locatie vervangen door de Vismarkt, waar geen inkomgeld werd geheven en acts voor een jonger publiek geprogrammeerd werden. In de straten rondom de festivalpodia werd een festivaldorp gebouwd, met een straatmuzikantenfestival en een bal populaire. Voor het hoofdpodium op de Oude Markt werden bekendere artiesten voorzien zoals Hooverphonic, Anouk en Levellers. De geplande hoofdact, Sugababes, moest op het laatste moment afzeggen wegens ziekte. Zij werden vervangen door Goose.
Deze eerste Marktrock onder de auspiciën van The Entertainment Group werd bezocht door zo'n 120.000 festivalgangers, van wie zo'n 25% betalende Oude Markt-bezoekers. Muzikaal en qua sfeer werd deze editie zeer positief geëvalueerd door de meeste betrokkenen en er wordt veel verwacht van de volgende edities, waar door een nog grotere betrokkenheid van de nieuwe co-organisators verwacht wordt om deze positieve lijn nog verder door te trekken.
In 2009 werd gekozen voor hoofdpodia op 2 pleinen, met animatie op 2 andere locaties. Alle podia zijn terug gratis, en alle acts zijn Belgisch.

## Stopzetting
Na een turbulente sponsordeal werd er in 2016 afgezien van Marktrock in Leuven en werd vervangen door het vernieuwde stadsfestival Half Oogst.

## Eenmalige editie in 2025
Op 23 augustus 2025 organiseren Lyn en Katrin Kerkhofs de 34e editie van Marktrock, met de hulp van het stadsbestuur, Leuvenement vzw en Mike Naert van het Depot. De eenmalige editie is een eerbetoon voor hun in 2004 overleden vader Jokke Kerkhofs, een van de oprichters van het stadsfestival. De planning is een voorprogramma op de Oude Markt en 's avonds optredens op diezelfde Oude Markt, alsook op de Vismarkt en de Grote Markt. Doorheen de stad zullen er ook heel wat randactiviteiten zijn.

## Hoogtepunten voorbije edities
Marktrock 1982The Snörkels - Go Go-Slip - Polizei - Duplex Johnson - Big Bill - Boxcars - Scooter op de Oude Markt.
In 1983 vond het festival niet plaats
Marktrock 1984Toots Thielemans, Jo Lemaire, Roland & the Bluesworkshop, Luc Van Acker, The Scabs en Dave Edmunds op de Oude Markt.
Marktrock 1985Will Tura, 2Belgen, The Kids, The Blasters en Nick Lowe
Marktrock 1986Graham Parker, De Kreuners, The Popgun en Rufus Thomas
Marktrock 1987Clouseau, Soulsister, Katrina & the Waves, Dave Edmunds, Johan Verminnen, Dr. Feelgood en Southside Johnny and the Jukes
Marktrock 1988Bart Peeters, Tröckener Kecks, Brendan Croker, Womack & Womack en Dr. Feelgood
Marktrock 1989Fischer-Z, Raymond van het Groenewoud, De Kreuners, Soulsister, The Wolf Banes, The Scabs, The Average White Band en The Scene
Marktrock 1990Ten Years After, Nils Lofgren, The Kinks, Noordkaap en The Paranoiacs
Marktrock 1991Raymond van het Groenewoud, Tröckener Kecks, The Scene, Katrina & the Waves, The Silencers, Mother's Finest, Status Quo en The Troggs
Marktrock 1992Pitti Polak, The Radios, Clouseau, Khadja Nin, The Scabs, Levellers, Van Morrison en Zap Mama
Marktrock 1993J. Geils Band, Arno, Willy DeVille, Brendan Croker, Radiohead en Luka Bloom
Marktrock 1994Pop In Wonderland, Gorki, CPeX, Inspiral Carpets, Ashbury Faith, Primal Scream en de Pretenders
Marktrock 1995The Scene, Clouseau, CPeX, Richard Thompson & Band Edwyn Collins, Paul Weller, Status Quo en Nick Lowe
Marktrock 1996Helmut Lotti, Right Said Fred, Jonathan Richman, Luka Bloom, Jools Holland, Robert Cray, Skunk Anansie en Iggy Pop
Marktrock 1997Gary Moore, Katrina & the Waves, Axelle Red, Khaled, Joan Osborne, Funky Green Dogs, Paul Young, Coolio en Thé Lau - Channel Zero trad op en speelde als afscheid aan hun fans een van hun laatste concerten.
Marktrock 1998Marco Borsato, Evil Superstars, Nick Lowe, The Wailers, Ringo Starr and his all star band, Moloko, Ian Dury met zijn Blockheads - Dit was een van de laatste optredens van Dury, die in 2000 overleed.
Marktrock 1999Errol Brown, Praga Khan, Trish & Kash, Hooverphonic, Clouseau en The Unauthenticated
Marktrock 2000Joe Cocker, Steve Wynn, Beck, Novastar, Arid, De Heideroosjes en Raymond Van het Groenewoud
Marktrock 2001Frank Black, Fun Lovin' Criminals, Travis, James Brown, Eagle-Eye Cherry en Lords of Acid
Marktrock 2002Simple Minds, Therapy?, Natalie Imbruglia, Elvis Costello, Counting Crows en Arno
Marktrock 2003Anouk, Boudewijn de Groot, Daan, De Mens, Krezip, K's Choice, Moloko, Ozark Henry
Marktrock 2004Lou Reed, Axelle Red, Junkie XL, Flip Kowlier, Zornik, The Rasmus, Novastar, Nailpin en Gabriël Rios
Marktrock 2005Human League, Vaya Con Dios, DJ Tiësto,  Gabriel Rios
Marktrock 2006The Bloodhound Gang, Iggy & The Stooges, Pet Shop Boys, Starsailor, Stereo MC's, Sugababes
Marktrock 200725e editie met nieuwe formule: 2 grote podia op Ladeuzeplein en Oude Markt - 10 augustus 2007 tot 12 augustus 2007 - Absynthe Minded, Arid, Axelle Red, Daan, Discobar Galaxie, Erykah Badu, Ex-Drummer, Fixkes, Gabriel Rios, Kanye West, Kosheen,  Magnus, Milow, Mintzkov, Nile Rodgers en Chic, Shameboy, Sioen, Snoop Dogg, Stijn, The Scene, Tom Helsen, Tripoli, Vive La Fête, Yevgueni, Zita Swoon, Zornik
Marktrock 20088 augustus 2008 tot 10 augustus 2008 - Eerste editie onder auspiciën van The Entertainment Group, optredens op de Oude Markt (betalend) en de Vismarkt (gratis) Anouk, Leki, Hooverphonic, Arsenal, Discobar Galaxie, The Levellers, Milow
Marktrock 200914 en 15 augustus 2009 - Gratis optredens en enkel Belgische groepen met onder andere Belgian Asociality, Freaky Age, The Kids, A Brand, Drive Like Maria, Selah Sue, Yevgueni, Bart Peeters, Zaki
Marktrock 201013, 14 en 15 augustus 2010 - Gratis optredens en enkel Belgische groepen met onder andere Balthazar, Customs, The Van Jets, School is Cool, Discobar Galaxie
Marktrock 201112, 13 en 14 augustus 2011 - Gratis optredens en enkel Belgische groepen met onder andere K's Choice, Zornik en Intergalactic Lovers
Marktrock 201210, 11 en 12 augustus 2012 - Gratis optreden met enkel Belgische groepen met onder andere Soulsister, Regi, Compact Disk Dummies, Luna Twist en dj Peter Van de Veire
Marktrock 20139, 10 en 11 augustus 2013 - Gratis optredens met enkel Belgische groepen met onder andere Les Truttes, K3, Bandits, Buscemi en Bart Peeters
Marktrock 201415, 16 en 17 augustus 2014 - Gratis optredens van onder andere Paul De Leeuw, Cookies and Cream, Ulterior, Gorki, Praga Khan, Amongster en Droppie & The Gang
Marktrock 201514 en 15 augustus 2015  - Dit jaar is het festival opnieuw betalend. Optredens van onder andere Soulsister, Slongs Dievanongs, Fixkes, Billie Leyers, Jebroer, Gers Pardoel, Milow en Les Truttes